# Франкська мова
Давньофранкська мова (фр. francique, нім. Altfränkisch) — стародавня германська мова, що вимерла у VIII столітті і якою говорили салічні франки, що підкорили Римську Галлію наприкінці V століття.
Близько 100 тис. франків поступово мігрували на південь з території сучасної Фландрії, яку вони заселили в III — IV століттях. У романомовній Галлії салічні франки виявилися оточені численним (6-8 млн.) носіями галло-римської культури, тому з часом втратили рідну мову, яка вийшла із ужитку до кінця VIII століття. Попри це, франки довгий час становили основу нового керівного класу Галлії, а тому їхня мова зіграла важливу роль суперстрату у формуванні сучасної французької мови, в тому числі її назви. Французька мова зберегла численні франкські запозичення (jardin, bande, guerre, fauteuil, rang, blond, blanc, bleu, brun та інші). Франкські за походженням риси має фонетика (придихове h) і граматика. Там, де народно-латинська мова була слабко представлена, франкська мова збереглась і продовжувала розвиватися. Нею користувалися так звані рипуарські франки. На півночі на її основі розвинулися сучасні фламандські діалекти, літературна нідерландська мова, а також франкські діалекти німецької мови.